# Federico Allasio
Federico Allasio (Torino, 30 maggio 1914 – Polonghera, 27 maggio 1987) è stato un dirigente sportivo, allenatore di calcio e calciatore italiano, di ruolo centrocampista.
Era il padre dell'attrice Marisa Allasio.

## Caratteristiche tecniche

### Giocatore
Centrocampista dotato di buona tecnica e potenza (capacità favorita dal fisico vigoroso).

## Carriera

### Giocatore

#### Club

Allasio nel 1938

Nato calcisticamente nei ragazzi del Torino, i famosi Balon Boys, esordisce con la maglia granata a diciotto anni, il 20 novembre del 1932 a Napoli come mediano destro al fianco di Antonio Janni, di cui doveva diventare il successore. In nove campionati con il Torino gioca 170 partite segnando 18 reti, non poche per un mediano. In quel Torino di "transizione" inizia a giocare con uomini cardine del primo scudetto granata come Libonatti, Rossetti e appunto Janni fino a lasciare la maglia granata quando in squadra militava già Franco Ossola primo pilastro del Grande Torino. Allasio in quegli anni forma con i laterali Gallea ed Ellena una grande linea mediana che riporta il Torino della seconda metà degli anni '30 nelle parti più alte della classifica e a vincere la Coppa Italia nel 1936.
Nell'estate del 1941 passa al Genova 1893 dove gioca fino al 1945-46, facendosi apprezzare anche tra i rossoblù per le sue doti umane e di giocatore. Allasio era nella rosa della squadra rossoblu che partecipò alla Coppa Città di Genova che nei primi mesi del 1945 sostituì il normale campionato a causa degli eventi bellici che sconvolgevano l'Europa in quel periodo. La competizione fu vinta dai rossoblù che sorpassarono all'ultima giornata i rivali del Liguria; ad Allasio e a ciascun vincitore della competizione furono date in premio 20 000 lire dal futuro presidente rossoblu Antonio Lorenzo.
Chiude la carriera in serie B nelle file bianconere del Suzzara, rivestendo il doppio ruolo di giocatore-allenatore.

#### Nazionale B
Ha disputato una partita con la Nazionale B, giocata il 25 ottobre 1936.

### Allenatore

Federico Allasio

Dopo aver svolto il doppio ruolo di allenatore-giocatore nel Suzzara, inizia la carriera di allenatore di serie A nel Genoa subentrando, nel 1947-48 a stagione avviata, al celebre "Padre di tutti i mister", l'inglese William Garbutt.
In seguito guida la Lucchese, il Bari, il Cagliari (che lascerà poco dopo la cessione del cannoniere Erminio Bercarich e un cambio ai vertici della società, che lo sostituirà con Ottavio Morgia) e la Lazio. Nel 1958-59 inizia la stagione come allenatore del Torino ma un pessimo clima societario e una squadra non all'altezza lo portano all'esonero (la squadra poi finisce ultima e per la prima volta nella sua storia scende in serie B).
L'anno dopo tuttavia si riprende la rivincita ottenendo una delle sue migliori prestazioni a livello tecnico guidando il Bologna che si classifica al quinto posto nel campionato del 1959-60, in cui schiera Giacomo Bulgarelli come titolare, che della squadra diventerà un capitano storico. Da ricordare anche una promozione in serie A ottenuta nel 1958 allenando il Bari.

### Dirigente sportivo
Parallelamente all'attività di allenatore, Allasio intraprese anche quella dirigenziale, tanto che nel 1963 viene nominato direttore generale della Turris, ruolo che ricoprirà per un anno. Dopo alcune stagioni vissute ancora come allenatore, tornò nella società campana in veste di direttore sportivo dal 1969 al 1971.

## Palmarès

### Giocatore

#### Club
- Coppa Italia: 1

Torino: 1935-1936

#### Competizioni regionali
- Coppa Città di Genova: 1

Genoa: 1945

### Allenatore

#### Competizioni nazionali
- Campionato italiano Serie C: 1

Cagliari: 1951-1952